# Collision
Pour les articles homonymes, voir Collision (homonymie).
Une collision est un choc direct entre deux objets. Un tel impact transmet une partie de l'énergie cinétique et de l'impulsion de l'un des corps au second.

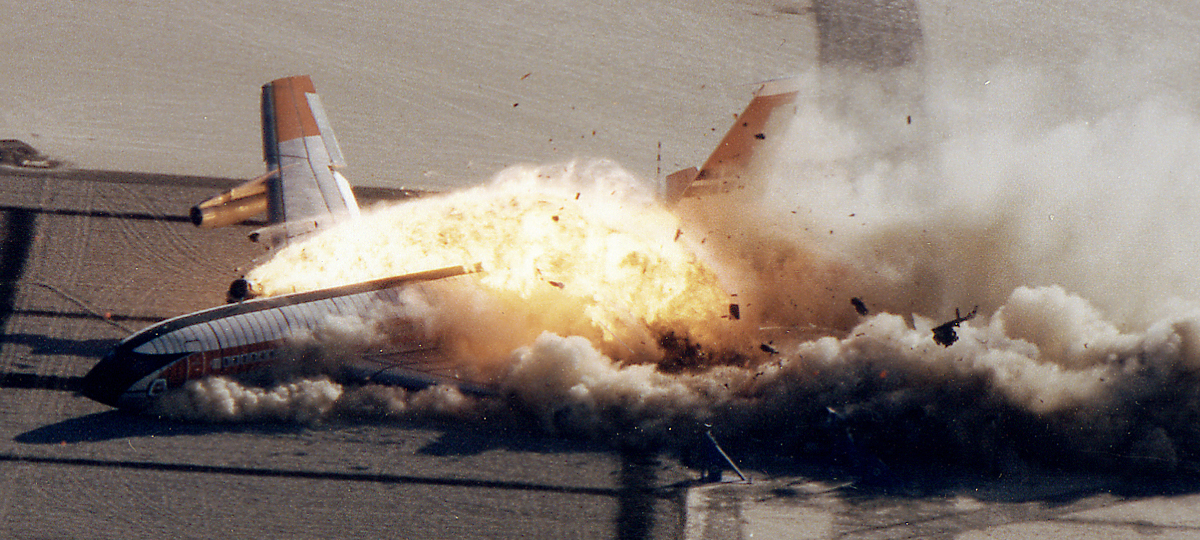
Image d'une collision d'avion (démonstration)

## Collisions élastiques
Les collisions élastiques, aussi appelées « chocs durs », se caractérisent par leur absence de perte d'énergie cinétique et de déformation. Elles sont impossibles à réaliser sauf au niveau atomique. La plupart du temps, on a donc des collisions quasi élastiques.

## Collisions inélastiques
Les collisions inélastiques sont les collisions les plus fréquentes et surviennent lorsqu'il y a une perte d'énergie cinétique lors de la collision. Cette énergie perdue peut être transformée en chaleur, en déformation ou en son. Dans le cas de collisions entre particules, elle peut donne lieu à la création de nouvelles particules.

## Collisions parfaitement inélastiques
Les collisions inélastiques, aussi appelées « chocs mous » se caractérisent par la réunion des deux objets impliqués dans l'impact. Cela implique que seule la quantité de mouvement est conservée et une partie de l'énergie cinétique a été dissipée.
Exemples :
- Deux voitures sur une plaque de glace s'encastrent l'une dans l'autre et se transforment en un seul objet,
- Un wagon s'accroche à un train.

## Collisions continentales
ce sont des plaques tectoniques qui se rencontrent pour  former un seul continent
- Théorème de Thalès > Prévision des collisions en navigation